# Machaerina ficticia
Machaerina ficticia är en halvgräsart som först beskrevs av William Botting Hemsley, och fick sitt nu gällande namn av Tetsuo Michael Koyama. Machaerina ficticia ingår i släktet Machaerina och familjen halvgräs. Inga underarter finns listade i Catalogue of Life.